# Invincible (1780)
L'Invincible faceva parte di una nuova serie di vascelli di linea a tre ponti da 110 cannoni realizzata per la Marine royale appositamente per le esigenze legate alla guerra d'indipendenza americana. Oltre all'Invincible vennero realizzati anche il Terrible (1780), il Royal Louis (1780), e il Majestueux (1780).

## Storia
Impostato il 15 gennaio 1779, su piani costruttivi realizzati dall'ingegnere François Guillaume Clairain des Lauriers questo vascello fu varato a Rochefort il 20 marzo 1780, durante la mobilitazione navale causata dalla guerra d'indipendenza americana. Questo vascello fu costruito e varato in appena un anno, ed entrò in servizio nel maggio 1780 al comando del capitano di vascello Barthélémy de Trémignon (1732-1781). Il suo scafo era lungo 59,8 metri, largo 16,08 metri per un pescaggio di 7,8 m. Il suo armamento iniziale consisteva in 92 cannoni: 30 da 36 libbre nella prima batteria, 32 da 24 libbre nella seconda batteria, 32 da 12 libbre nella terza batteria. Nel 1781 passò a 100 cannoni con l'aggiunta di 8 cannoni da 8 libbre sui casseri, 4 a prua e 4 a poppa, arrivando nel 1784 a un totale di 110 cannoni aggiungendo altri 8 pezzi a quelli già presenti sui casseri. Il vascello era armato come una nave a vela a tre alberi, e il suo equipaggio in tempo di guerra arrivava a 1.056 uomini, mentre in tempo di pace a 748. Questo potente vascello a tre ponti era destinato a fungere da nave ammiraglia trasportando a bordo uno chef d'escadre. Rispetto a un vascello a due ponti, il suo ponte supplementare permetteva di avere due ampie camere da letto (oltre alla sala del consiglio e alla camera del capitano). Inoltre disponeva di una artiglieria più potente, una murata più spessa (aumentando così la sua protezione) e uno scafo più alto (un vantaggio nel combattimento ravvicinato). D'altro conto una nave del genere aveva meno stabilità, velocità più bassa e maggiore deriva rispetto a un due ponti.
Il 1º maggio 1781, al comando del capitano di vascello Toussaint Guillaume Picquet de la Motte, prese parte all'intercettazione di un grosso convoglio britannico in fase di rientro dalle Antille sotto la guida del commodoro William Hotham. Nel 1782 fece parte della squadra navale francese che partecipò all'assedio di Gibilterra. Partecipò anche alla battaglia di Capo Spartel contro la squadra navale britannica dell'ammiraglio Lord Howe che stava trasportando rifornimenti e rinforzi a Gibilterra. Nel 1794 fu sottoposto a lavori di raddobbo con l'installazione di quattro carronate da 36 libbre sui casseri, mentre lo scafo fu ricoperto di lastre di rame, rientrando in servizio attivo nel corso del 1795. Considerato troppo vecchio per ricoprire le sue funzioni, in quanto rimpiazzato dai vascelli della classe Commerce de Marseille, l'Invincible fu messo in riserva nel 1806, disarmato nel marzo 1807 e demolito a Brest nel gennaio 1808.

### Fonti
1. 1 2 3 4  Threedecks.
2. 1 2  Génese. Journal généalogique et historique.
3. ↑  Meyer, Acerra 1994, p. 119.
4. ↑  Boudriot 1975, p. 260.
5. ↑  Archives nationales, fond Marine, sous-série B5, carton n°28, règlement de 1786.
6. 1 2 3  Hannequin 1836, p. 368.